# Jozef Tuchyňa
Jozef Tuchyňa (11. listopadu 1941 Krásna Ves – 9. listopadu 2019) byl slovenský generál, bývalý ministr vnitra Slovenska a bývalý náčelník generálního štábu. Byl ženatý a měl dvě děti.

## Život
Roku 1963 ukončil Ženijní technické učiliště v Bratislavě a stal se vojákem z povolání, přičemž získal hodnost poručíka. Do roku 1974 vykonával základní velitelské funkce jako velitel čety a roty. V letech 1974 až 1977 absolvoval studium na Vojenské akademii v Brně. V letech 1977 až 1982 vykonával odborné funkce na velitelství 13. tankové divize v Topoľčanech a na velitelství Východního vojenského okruhu v Trenčíně. V letech 1982 – 1984 absolvoval studium na Vojenské akademii Generálního štábu ozbrojených sil SSSR v Moskvě. Vzápětí se stal náčelníkem štábu 13. tankové divize a později i jejím velitelem. V roce 1988 se stal generálem a zástupcem velitele Východního vojenského okruhu v Trenčíně. 2. listopadu 1990 byl jmenován do funkce velitele Východního vojenského okruhu. V této funkci zůstal až do roku 1992, kdy odešel z armády a stal se členem vlády Vladimíra Mečiara jako ministr vnitra Slovenské republiky.
1. května 1994 byl znovu přijat do služebního poměru vojáka z povolání a dál sloužil ve funkci poradce ministra obrany Slovenské republiky. 1. září 1994 byl ustanoven do funkce náčelníka Generálního štábu Armády Slovenské republiky. 9. září 1998 odevzdal funkci náčelníka generálního štábu a odešel do důchodu.